# サドゥク・チフプナル
サドゥク・チフプナル（トルコ語: Sadık Çiftpinar, 1993年1月1日 - ）はトルコ・アダナ県セイハン出身のプロサッカー選手。ポジションはディフェンダー。カスムパシャSK所属。

## 経歴
2015年、イェニ・マラティヤスポルに加入した。
2019年1月5日、フェネルバフチェSKと3年半契約を結んだ。
2022年夏、カスムパシャSKに移籍した。